# Сомерсет
Со́мерсет, исторически Со́мерсетшир (англ. Somerset, /ˈsʌmərsɪt/ или /ˈsʌmərsɛt/; послушатьо файле, корн. Gwlas an Hav) — церемониальное и неметропольное графство Англии, расположенное в юго-западной части страны. Занимая территорию в 4171 квадратный километр, Сомерсет граничит с Бристолем и Глостерширом на севере, Уилтширом на востоке, Дорсетом на юго-востоке и Девоном на юго-западе. На севере и западе территория графства частично ограничена Бристольским заливом и устьем реки Северн. Столицей графства является город Тонтон, расположенный в его южной части. Население Сомерсета — 910 тысяч жителей (по данным переписи населения 2011 года).
Территория графства представляет собой в основном сельскую сильно холмистую местность. Существуют доказательства того, что начиная с эпохи палеолита в данной местности существовали поселения людей, которые сохранялись и в первом столетии нашей эры во время римского вторжения, и в последующее раннее Средневековье во время господства англосаксов. Сомерсет сыграл значительную роль во время сбора сил против викингов Альфредом Великим, а также в более поздней революции и восстании Монмута.
Сельское хозяйство является основой экономики графства. Разведение овец и крупного рогатого скота, в том числе для шерсти и сыра (прежде всего чеддер), одновременно является как традиционным, так и современным занятием для региона, так же как и более необычная деятельность по выращиванию ивы для плетения корзин. Когда-то в Сомерсете было множество яблоневых садов, и графство до сих пор славится своим крепким сидром. Уровень безработицы ниже, чем в среднем по стране. Крупнейшими секторами занятости являются розничная торговля, промышленность, туризм, здравоохранение и социальное обеспечение. Рост населения выше, чем в среднем по стране.

## Топонимика
Название происходит от древнеанглийского слова Sumorsǣte, которое в свою очередь является сокращением от Sumortūnsǣte, означающего «люди, живущие в Сомертоне или зависящие от него». Первое известное использование названия Somersæte относится к 845 году, после захвата территории саксами. Sumortūn, а также его современный аналог Somerton, может означать «летнее поселение», фермерский дом, который используется только в летний период. По другой версии название происходит от Seo-mere-saetan, что означает «поселенцы на берегу моря-озера». Жители Сомерсета впервые упоминаются в англосаксонских хрониках от 845 года, в изменённой форме слова: Sumursætum, однако первые упоминания графства, относящиеся к 1015 году, используют правильный вариант. Архаичное названия графства — Somersetshire — впервые упоминается в хрониках за 878 год.
Валлийское название Сомерсета звучит как Гулад-ир-Хав (валл. Gwlad Yr Haf, [гу:лад ър хав]), корнское — Gwlas an Hav, бретонское — Bro an Hañv, и во всех трёх языках означает «Страна лета».

## История

### Первые поселения
Пещеры холмов Мендип-Хиллс были заселены в эпоху палеолита и на данный момент являются археологическими памятниками. Кости из пещеры Гоф, например, относятся к периоду 12 000 лет до н. э., а целый скелет, известный как Человек из Чеддара датируется 7150 годом до н. э. Также в пещерах Сомерсета было найдено множество рисунков того времени.
Заселение прибрежных территорий графства, в частности древнейшего города Гластонбери и местности возле 137-метрового холма Брент-Кнолл, также имеет долгую историю, берущую начало с первых поселений охотников эпохи мезолита. Частые перемещения способствовали строительству Свит-Трека — одной из древнейших дорог в Северной Европе, которая датируется 3807-3806 г. до н. э.
Точный возраст хенджа недалеко от деревни Стантон-Дрю неизвестен, но считается, что сооружение принадлежит эпохе неолита. Также известно множество поселений железного века, некоторые из которых появились повторно в раннем средневековье.

### Римское вторжение
В доримское время территорию Сомерсета населяли бриттские племена дуротригов, пользовавшиеся некоторой автономией и в римское время (племенной столицей дуротригов считается город, находившийся на месте нынешнего Ильчестера). Экономическому развитию территории и её частичной романизации в те годы способствовали добыча соли, разработка свинцовых руд и считавшиеся священными источники, благодаря которым город Бат, центр территории, стал в те годы достаточно крупным поселением.
В конце IV века римская администрация в Британии ослабла, экономические связи с материком прекратились и в Сомерсете и на прилегающем к нему полуострове Корнуолл восстановилось племенное управление — эти территории вошли в состав королевства Думнония, про которое известно крайне мало. Сомерсет был периферией королевства и в конце VI века (традиционная дата — 577 год) был захвачен Уэссексом. В дальнейшем территория, благодаря своим ресурсам, была объектом борьбы между Уэссексом и Мерсией, пока к началу X века не превратилась в оплот сопротивления англосаксов скандинавам. В 973 году в Бате был коронован король Англии Эдгар.

### Сомерсет в период Средневековья
После норманнского завоевания в Сомерсете было построено большое количество укрепленных замков, служивших в качестве резиденций местным баронам. Благодаря мягкому климату и долгой истории аграрного освоения, Сомерсет являлся важным сельскохозяйственным регионом в Англии. О его относительном богатстве свидетельствует большое количество церквей и монастырей.
После эпидемии чумы в XIV веке (см. Черная смерть) население графства сократилось примерно вдвое, а земледелие из-за нехватки рабочих рук было заменено на овцеводство и в XV—XVI века Сомерсет стал центром производства шерсти. В это же время началась добыча угля.

### Новое и новейшее время
В XVII веке территория графства была разорена в ходе Английской революции и восстаний против Якова II, многие участники которых были казнены или сосланы. В то же время Бат и окрестности становятся популярным местом проведения отдыха аристократии. В ходе Промышленной революции в Англии экономическое значение Сомерсета постепенно уменьшается и уже к концу XIX века он превратился в сельскую глубинку.
Сейчас важную роль в экономике графства играет туризм.

## География

### Геология
Большую часть территории Сомерсета можно разделить на несколько типов, определяемых геологией местности. Это карстовые известняки на севере, глинистые долины и заболоченные участки в центре, оолиты на востоке и юге региона, а также песчаник девонского периода на западе.
К северо-востоку от малонаселенных прибрежных равнин и болот располагается Мендип-Хиллс — ряд умеренно высоких известняковых холмов. Центральная и западная части Мендип-Хиллс входят в специальный список значимых природных объектов с 1972 года и занимают 198 км². В основном эти холмы являются пастбищами, лишь небольшое количество используется в качестве пахотных земель.
На юго-западе располагаются холмы Кванток-Хиллс, получившие в 1956 году первыми в Англии статус исключительно красивого природного объекта. Среди холмов можно обнаружить вересковые пустоши, дубовые леса, древние парки с хвойными деревьями. Весь объект занимает площадь в 99 квадратных километров.

### Пещеры и реки
На территории Сомерсета находится обширная сеть пещер, включая например Вуки-Хол; протекает множество подземных рек; отмечено большое количество разнообразных ущелий, таких как Эббор и Чеддер. Помимо подземных рек, в Сомерсете значительное количество обычных рек, среди которых Акс, Брю, Кэри, Паретт, Шеппи, Тон, Йео. Именно значительное количество рек является главной причиной заболоченности западного Сомерсета. На севере графства река Чью впадает в более крупную реку Эйвон. Река Паретт тянется почти до города Лэнгпорт и содержит на своих берегах следы двух причалов времен римского вторжения.

### Побережье
Северная граница Сомерсета включает в себя 64 километра береговой линии Бристольского залива и устья реки Северн. По высоте приливов Бристольский залив занимает второе место в мире. Высота приливов весной в отдельных местах достигает 12 метров. В графстве разработан проект по строительству плотины для использования этой энергии. Основные прибрежные города с запада на северо-восток: Уэстон-сьюпер-Мэр, Майнхед, Уотчет, Барнем-он-Си, Кливдон, Портисхед. Прибрежная зона между Майнхедом и самой восточной точкой в Брин-Даун является национальным природным заповедником Англии.

### Климат
Так же как и в остальной юго-западной Англии климат Сомерсета более мягкий и влажный, чем на территории остальной части Англии. Среднегодовая температура графства — 10 °C. Июль и август являются самыми теплыми месяцами в году со среднесуточными максимумами около 21 °C. Зимой средняя минимальная температура около 1°. Среднегодовое число солнечных часов — 1600, что немного меньше, чем в среднем по региону. Среднее количество осадков составляет около 700 мм. Обычно в год бывает 8-15 дней снегопада. С ноября по март скорость ветра максимальна, а с июня по август минимальна. Преобладающим ветром является юго-западный.
| Показатель              | Янв. | Фев. | Март | Апр. | Май  | Июнь | Июль | Авг. | Сен. | Окт. | Нояб. | Дек. | Год   |
| ----------------------- | ---- | ---- | ---- | ---- | ---- | ---- | ---- | ---- | ---- | ---- | ----- | ---- | ----- |
| Абсолютный максимум, °C | 8,1  | 8,3  | 10,6 | 12,9 | 16,5 | 19,3 | 21,7 | 21,5 | 18,6 | 14,8 | 11,1  | 9,0  | 14,4  |
| Средняя температура, °C | 4,8  | 4,8  | 6,7  | 8,3  | 11,7 | 14,5 | 16,8 | 16,6 | 14,1 | 10,9 | 7,4   | 5,7  | 10,2  |
| Абсолютный минимум, °C  | 1,4  | 1,3  | 2,7  | 3,7  | 6,8  | 9,7  | 11,9 | 11,7 | 9,6  | 6,9  | 3,6   | 2,4  | 6,0   |
| Норма осадков, мм       | 72,0 | 55,6 | 56,5 | 47,3 | 48,9 | 57,2 | 48,9 | 56,6 | 64,5 | 67,9 | 65,8  | 83,3 | 724,5 |
| Источник:               |      |      |      |      |      |      |      |      |      |      |       |      |       |

## Административное деление
В состав графства входят 5 административных районов и 2 унитарные единицы:
|  | 1. Саут-Сомерсет 2. Тонтон-Дин 3. Уэст-Сомерсет 4. Седжмур 5. Мендип 6. Бат-энд-Норт-Ист-Сомерсет (унитарная единица) 7. Норт-Сомерсет (унитарная единица) |

## Достопримечательности
- Эксмур
- Замок Нунни
- Модель Солнечной системы в Сомерсете

## Известные уроженцы
- Роджер Бэкон — философ, профессор в Оксфорде.
- Артур Кларк — писатель-фантаст.
- Ричард Чорли — географ и геоморфолог.
- Питер Хаггет — географ.
- Дженсон Баттон — автогонщик, чемпион мира Формулы-1 2009 года.
- Элис Темперли — модельер.
- Гвендолин Осборн — актриса и фотомодель.
- Ричи Блэкмор — гитарист, один из основателей группы Deep Purple.
- Каллист Уэр - митрополит Диоклийский,  иерарх Константинопольской Православной Церкви, профессор Оксфорда.

## Упоминания в культуре
Режиссёр Эдгар Райт снял фильм «A Fistful of Fingers», в котором действие происходит в городе Уэлсе, графства Сомерсет, а теглайн звучит следующим образом: «Величайший вестерн из когда-либо сделанных в… Сомерсете». Также в Сомерсете происходит действие другого фильма режиссёра «Dead Right».